# Diane di Prima

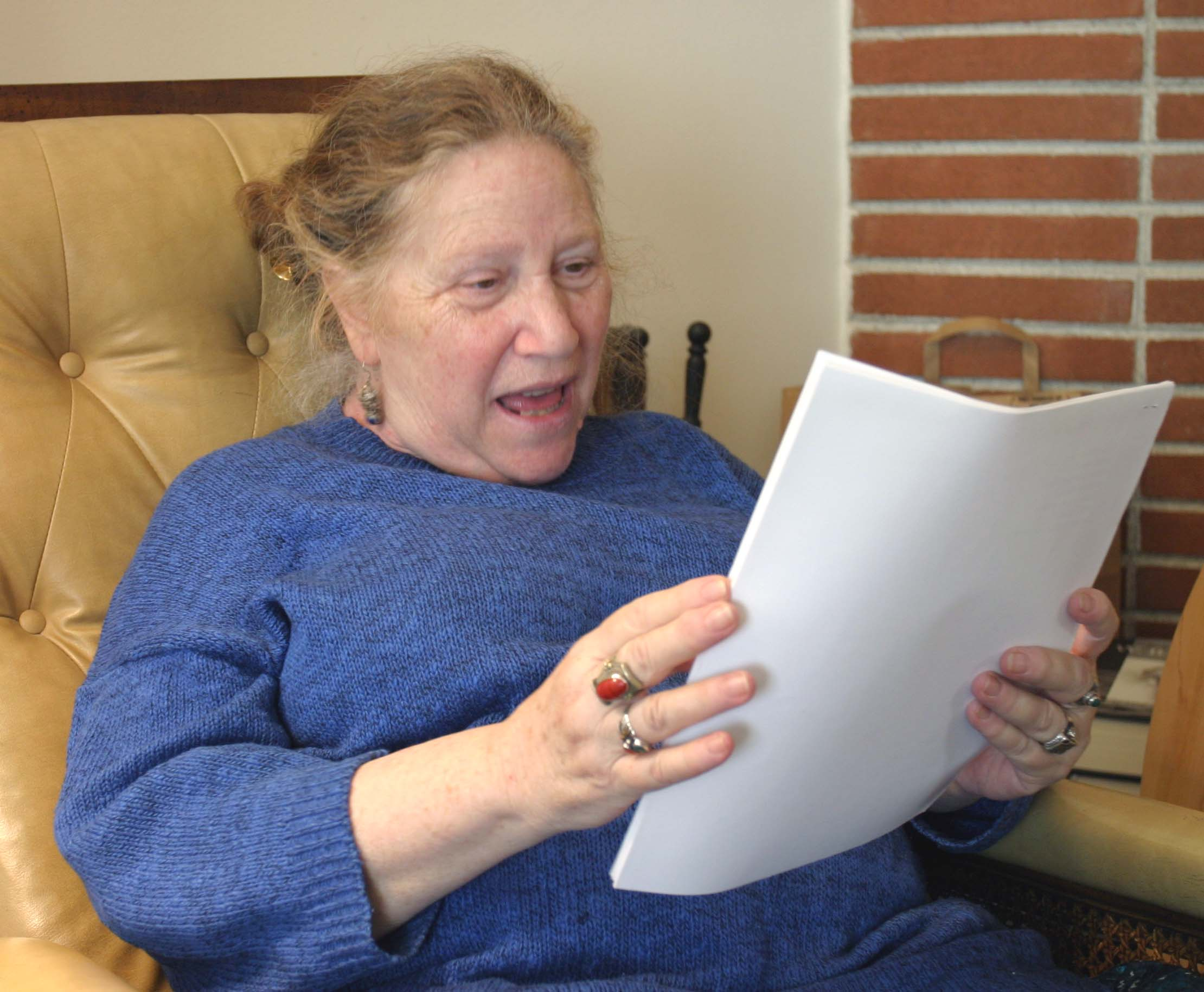
Diane di Prima nel 2004

Diane di Prima (New York, 6 agosto 1934 – 25 ottobre 2020) è stata una poetessa statunitense della Beat Generation.

## Biografia
Nata a Brooklyn, studiò allo Swarthmore College. Di origini italiane, suo nonno materno, Domenico Mallozzi, è stato un attivo anarchico. Diane di Prima cominciò a scrivere che era ancora una bambina. A diciannove anni conobbe Ezra Pound e Kenneth Patchen. Fino al 1960 visse a Manhattan, dove prese parte al movimento beat.
La sua prima raccolta poetica, This Kind of Bird Flies Backwards, venne pubblicata nel 1958 dalla Totem Press, di Hettie e LeRoi Jones.
Nel 1962 conobbe il maestro Zen Suzuki Roshi, grazie al quale si avvicinò al buddhismo, praticando la meditazione. Dopo la morte del suo primo maestro, fu discepola di Chogyam Trungpa Rimpoche.
Diane di Prima scrisse The Floating Bear con Amiri Baraka (LeRoi Jones) ed insieme fondarono il New York Poets Theatre. Fondò, inoltre, la Poets Press.
Nel 1966 si spostò a Millbrook, entrando nella comunità psichedelica di Timothy Leary. Nel 1969 ha pubblicato il racconto della sua esperienza beat in Memoirs of a Beatnik.
Nel 1970 si trasferì in California Qui entrò a far parte del movimento Diggers e studiò il Buddhismo, il sanscrito, lo gnosticismo e l'alchimia, oltre a pubblicare il suo lavoro maggiore, il poema Loba, nel 1978 e a diventare insegnante. Divenne poi insegnante.
In tutto pubblicò trentacinque raccolte poetiche. Una selezione di poesie fu raccolta in Pieces of a Song, nel 1990. Nel 2001 uscirono le sue memorie, Recollections of My Life as a Woman.

## Opere
- This Kind of Bird Flies Backward (Totem Press, New York, 1958)
- Various Fables from Various Places (G.P. Putnam, New York, 1960)
- Dinners and Nightmares (Corinth Press, New York, 1961)
- The New Handbook of Heaven (Auerhahn Press, San Francisco, 1962)
- The Man Condemned to Death (1963)
- Poets' Vaudeville (Feed Folly Press, New York, 1964)
- Seven Love Poems from the Middle Latin (Poets Press, 1965)
- Haiku (Love Press, Topanga, CA, 1966)
- New Mexico Poem (Poets Press, New York, 1967)
- Earthsong (Poets Press, New York, 1968)
- Hotel Albert (Poets Press, New York, 1968)
- War Poems (Poets Press, New York, 1968)
- Memoirs of a Beatnik (Olympia Press, Paris and New York, 1969)
- L.A. Odyssey (Poets Press, San Francisco, 1969)
- The Book of Hours (Brownstone Press, New York 1970)
- Kerhonkson Journal (Oyez, Berkeley, 1971)
- Revolutionary Letters (City Lights Books, San Francisco, 1971)
- The Calculus of Variation (Eidolon Editions, San Francisco, 1972)
- Loba, Part I (Capra Press, Santa Barbara, 1973)
- The Floating Bear: a Newsletter (Laurence McGilvery, La Jolla, 1973)
- Freddie Poems (Eidolon Editions, Point Reyes, 1974)
- Brass Burnace Going Out (Pulp artforms-Intrepid Press, Buffalo, 1975)
- Selected Poems: 1956-1975 (North Atlantic Books, Plainfield, VT, 1975)
- Loba, Part II (Eidolon Editions, Point Reyes, 1976)
- The Loba As Eve (The Phoenix Book Shop, New York, 1977)
- Selected Poems: 1956-1977 (North Atlantic Books, Plainfield, VT 1977)
- Loba: Parts 1 - 8 (Wingbow Press, Berkeley, 1978)
- Memoirs of a Beatnik (Last Gasp Press, San Francisco, 1988)
- Wyoming Series (Eidolon Editions, San Francisco, 1988)
- The Mysteries of Vision (Am Here Books, Santa Barbara, 1988)
- Pieces of a Song: Selected Poems (City Lights Books, San Francisco, 1990)
- Seminary Poems (Floating Island, Point Reyes, 1991)
- The Mask Is the Path of the Star (Thinker Review Internatl, Louisville, 1993)
- Loba (Penguin, New York, 1998)
- Dinners and Nightmares (Last Gasp, 1998)
- Recollections of My Life as a Woman: The New York Years (Viking, NY 2001)
- Fun with Forms (Eidolon Editions, San Francisco, 2001)
- Towers Down (con Clive Matson) (Eidolon Editions, San Francisco, 2002)
- The Ones I Used to Laugh With (Habenicht Press, San Francisco 2003)
- TimeBomb Eidolon Editions, San Francisco, 2006)